# Composition du Collège cardinalice lors du conclave de 2005
La composition du Collège cardinalice lors du conclave de 2005 comprend, d'une part, la liste des cardinaux électeurs, à savoir l'ensemble des membres du Collège cardinalice n'ayant pas atteint la limite d'âge de 80 ans au jour de la vacance du siège apostolique et appelés à participer au conclave de 2005 devant désigner un successeur au pape Jean-Paul II et, d'autre part, la liste des cardinaux non-électeurs, ne pouvant prendre part au conclave mais habilités à participer aux congrégations générales le précédant.
Le nombre de cardinaux électeurs s'élève à 117, mais deux d'entre eux ne participent pas au conclave, celui des cardinaux non-électeurs à 66.

## Cardinaux électeurs présents auconclave de 2005
La liste est établie selon l'ordre auquel chaque cardinal appartient et la préséance (date de son élévation ou de sa création).
|     | Nom                              | Pays                             | Titre               | Fonction                                                                                                 | Naissance  | Pape         | Consistoire |
| --- | -------------------------------- | -------------------------------- | ------------------- | --- | ---------- | ------------ | ----------- |
| 1   | Joseph Ratzinger                 | Allemagne                        | Cardinal-évêque     | Préfet de la Congrégation pour la doctrine de la foi                                                     | 16/04/1927 | Paul VI      | 27/06/1977  |
| 2   | Angelo Sodano                    | Italie                           | Cardinal-évêque     | Secrétaire d'État                                                                                        | 23/11/1927 | Jean-Paul II | 28/06/1991  |
| 3   | Alfonso López Trujillo           | Colombie                         | Cardinal-évêque     | Président du Conseil pontifical pour la famille                                                          | 07/03/1935 | Jean-Paul II | 02/02/1983  |
| 4   | Giovanni Battista Re             | Italie                           | Cardinal-évêque     | Préfet de la Congrégation pour les évêques Président de la Commission pontificale pour l'Amérique latine | 30/01/1934 | Jean-Paul II | 21/02/2001  |
| 5   | Ignace Moussa Ier Daoud          | Syrie                            | Cardinal-patriarche | Patriarche émérite de l'Église catholique syriaque Préfet de la Congrégation pour les Églises orientales | 18/09/1930 | Jean-Paul II | 21/02/2001  |
| 6   | William Wakefield Baum           | États-Unis                       | Cardinal-prêtre     | Pénitencier majeur émérite                                                                               | 21/11/1926 | Paul VI      | 24/05/1976  |
| 7   | Marco Cé                         | Italie                           | Cardinal-prêtre     | Patriarche émérite de Venise                                                                             | 08/07/1925 | Jean-Paul II | 30/06/1979  |
| 8   | Franciszek Macharski             | Pologne                          | Cardinal-prêtre     | Archevêque de Cracovie                                                                                   | 20/05/1927 | Jean-Paul II | 30/06/1979  |
| 9   | Michael Michai Kitbunchu         | Thaïlande                        | Cardinal-prêtre     | Archevêque de Bangkok                                                                                    | 25/01/1929 | Jean-Paul II | 02/02/1983  |
| 10  | Godfried Danneels                | Belgique                         | Cardinal-prêtre     | Archevêque de Malines-Bruxelles                                                                          | 04/06/1933 | Jean-Paul II | 02/02/1983  |
| 11  | Thomas Stafford Williams         | Nouvelle-Zélande                 | Cardinal-prêtre     | Archevêque de Wellington                                                                                 | 20/03/1930 | Jean-Paul II | 02/02/1983  |
| 12  | Carlo Maria Martini              | Italie                           | Cardinal-prêtre     | Archevêque de Milan                                                                                      | 15/02/1927 | Jean-Paul II | 02/02/1983  |
| 13  | Jean-Marie Lustiger              | France                           | Cardinal-prêtre     | Archevêque émerite de Paris                                                                              | 17/09/1926 | Jean-Paul II | 02/02/1983  |
| 14  | Józef Glemp                      | Pologne                          | Cardinal-prêtre     | Archevêque de Varsovie                                                                                   | 18/12/1929 | Jean-Paul II | 02/02/1983  |
| 15  | Joachim Meisner                  | Allemagne                        | Cardinal-prêtre     | Archevêque de Cologne                                                                                    | 25/12/1933 | Jean-Paul II | 02/02/1983  |
| 16  | Francis Arinze                   | Nigeria                          | Cardinal-prêtre     | Préfet de la Congrégation pour le culte divin et la discipline des sacrements                            | 01/11/1932 | Jean-Paul II | 02/02/1983  |
| 17  | Miguel Obando Bravo              | Nicaragua                        | Cardinal-prêtre     | Archevêque émérite de Managua                                                                            | 02/02/1926 | Jean-Paul II | 25/05/1985  |
| 18  | Ricardo Jamin Vidal              | Philippines                      | Cardinal-prêtre     | Archevêque de Cebu                                                                                       | 06/02/1931 | Jean-Paul II | 25/05/1985  |
| 19  | Paul Poupard                     | France                           | Cardinal-prêtre     | Président du Conseil pontifical pour la culture                                                          | 30/08/1930 | Jean-Paul II | 25/05/1985  |
| 20  | Friedrich Wetter                 | Allemagne                        | Cardinal-prêtre     | Archevêque de Munich et Freising                                                                         | 20/02/1928 | Jean-Paul II | 25/05/1985  |
| 21  | Adrianus Johannes Simonis        | Pays-Bas                         | Cardinal-prêtre     | Archevêque d'Utrecht                                                                                     | 26/11/1931 | Jean-Paul II | 25/05/1985  |
| 22  | Bernard Law                      | États-Unis                       | Cardinal-prêtre     | Archiprêtre de la basilique Sainte-Marie-Majeure                                                         | 04/11/1931 | Jean-Paul II | 25/05/1985  |
| 23  | Giacomo Biffi                    | Italie                           | Cardinal-prêtre     | Archevêque émérite de Bologne                                                                            | 13/06/1928 | Jean-Paul II | 25/05/1985  |
| 24  | Eduardo Martínez Somalo          | Espagne                          | Cardinal-prêtre     | Préfet émerite de la Congrégation pour les instituts de vie                                              | 31/03/1927 | Jean-Paul II | 28/16/1988  |
| 25  | José Freire Falcão               | Brésil                           | Cardinal-prêtre     | Archevêque émérite de Brasilia                                                                           | 23/10/1925 | Jean-Paul II | 28/16/1988  |
| 26  | Michele Giordano                 | Italie                           | Cardinal-prêtre     | Archevêque de Naples                                                                                     | 26/09/1930 | Jean-Paul II | 28/16/1988  |
| 27  | Edmund Casimir Szoka             | États-Unis                       | Cardinal-prêtre     | Gouverneur de l'État de la Cité du Vatican                                                               | 14/09/1927 | Jean-Paul II | 28/16/1988  |
| 28  | László Paskai                    | Hongrie                          | Cardinal-prêtre     | Archevêque émérite d'Esztergom-Budapest                                                                  | 08/05/1927 | Jean-Paul II | 28/16/1988  |
| 29  | Christian Wiyghan Tumi           | Cameroun                         | Cardinal-prêtre     | Archevêque de Douala                                                                                     | 15/10/1930 | Jean-Paul II | 28/16/1988  |
| 30  | Frédéric Etsou Nzabi Bamungwabi  | République démocratique du Congo | Cardinal-prêtre     | Archevêque de Kinshasa                                                                                   | 03/12/1930 | Jean-Paul II | 28/16/1988  |
| 31  | Nicolás de Jesús López Rodríguez | République dominicaine           | Cardinal-prêtre     | Archevêque de Saint-Domingue                                                                             | 31/10/1936 | Jean-Paul II | 28/16/1991  |
| 32  | Roger Michael Mahony             | États-Unis                       | Cardinal-prêtre     | Archevêque de Los Angeles                                                                                | 27/02/1936 | Jean-Paul II | 28/16/1991  |
| 33  | Camillo Ruini                    | Italie                           | Cardinal-prêtre     | Cardinal-vicaire de Rome et archiprêtre de l'archibasilique Saint-Jean de Latran                         | 19/02/1931 | Jean-Paul II | 28/16/1991  |
| 34  | Henri Schwery                    | Suisse                           | Cardinal-prêtre     | Évêque émérite du diocèse de Sion                                                                        | 14/06/1932 | Jean-Paul II | 28/16/1991  |
| 35  | Georg Maximilian Sterzinsky      | Allemagne                        | Cardinal-prêtre     | Archevêque de Berlin                                                                                     | 09/02/1936 | Jean-Paul II | 28/16/1991  |
| 36  | Miloslav Vlk                     | République tchèque               | Cardinal-prêtre     | Archevêque de Prague                                                                                     | 17/05/1932 | Jean-Paul II | 26/11/1994  |
| 37  | Peter Seiichi Shirayanagi        | Japon                            | Cardinal-prêtre     | Archevêque émérite de Tokyo                                                                              | 17/06/1928 | Jean-Paul II | 26/11/1994  |
| 38  | Julius Riyadi Darmaatmadja       | Indonésie                        | Cardinal-prêtre     | Archevêque de Jakarta                                                                                    | 20/12/1934 | Jean-Paul II | 26/11/1994  |
| 39  | Jaime Lucas Ortega y Alamino     | Cuba                             | Cardinal-prêtre     | Archevêque de La Havane                                                                                  | 18/10/1936 | Jean-Paul II | 26/11/1994  |
| 40  | Emmanuel Wamala                  | Ouganda                          | Cardinal-prêtre     | Archevêque de Kampala                                                                                    | 15/12/1926 | Jean-Paul II | 26/11/1994  |
| 41  | William Henry Keeler             | États-Unis                       | Cardinal-prêtre     | Archevêque de Baltimore                                                                                  | 04/03/1931 | Jean-Paul II | 26/11/1994  |
| 42  | Jean-Claude Turcotte             | Canada                           | Cardinal-prêtre     | Archevêque de Montréal                                                                                   | 26/06/1936 | Jean-Paul II | 26/11/1994  |
| 43  | Ricardo María Carles Gordó       | Espagne                          | Cardinal-prêtre     | Archevêque émérite de Barcelone                                                                          | 24/09/1926 | Jean-Paul II | 26/11/1994  |
| 44  | Adam Joseph Maida                | États-Unis                       | Cardinal-prêtre     | Archevêque de Détroit                                                                                    | 18/03/1930 | Jean-Paul II | 26/11/1994  |
| 45  | Vinko Puljić                     | Bosnie-Herzégovine               | Cardinal-prêtre     | Archevêque de Sarajevo                                                                                   | 08/09/1945 | Jean-Paul II | 26/11/1994  |
| 46  | Armand Gaétan Razafindratandra   | Madagascar                       | Cardinal-prêtre     | Archevêque de Tananarive                                                                                 | 07/08/1925 | Jean-Paul II | 26/11/1994  |
| 47  | Juan Sandoval Íñiguez            | Mexique                          | Cardinal-prêtre     | Archevêque de Guadalajara                                                                                | 28/03/1933 | Jean-Paul II | 26/11/1994  |
| 48  | Salvatore De Giorgi              | Italie                           | Cardinal-prêtre     | Archevêque de Palerme                                                                                    | 06/09/1930 | Jean-Paul II | 21/02/1998  |
| 49  | Antonio María Rouco Varela       | Espagne                          | Cardinal-prêtre     | Archevêque de Madrid                                                                                     | 24/08/1936 | Jean-Paul II | 21/02/1998  |
| 50  | Aloysius Matthew Ambrozic        | Canada                           | Cardinal-prêtre     | Archevêque de Toronto                                                                                    | 27/01/1930 | Jean-Paul II | 21/02/1998  |
| 51  | Dionigi Tettamanzi               | Italie                           | Cardinal-prêtre     | Archevêque de Milan                                                                                      | 14/03/1934 | Jean-Paul II | 21/02/1998  |
| 52  | Polycarp Pengo                   | Tanzanie                         | Cardinal-prêtre     | Archevêque de Dar es Salam                                                                               | 05/08/1944 | Jean-Paul II | 21/02/1998  |
| 53  | Christoph Schönborn              | Autriche                         | Cardinal-prêtre     | Archevêque de Vienne                                                                                     | 22/01/1945 | Jean-Paul II | 21/02/1998  |
| 54  | Norberto Rivera Carrera          | Mexique                          | Cardinal-prêtre     | Archevêque de Mexico                                                                                     | 06/06/1942 | Jean-Paul II | 21/02/1998  |
| 55  | Francis George                   | États-Unis                       | Cardinal-prêtre     | Archevêque de Chicago                                                                                    | 16/01/1937 | Jean-Paul II | 21/02/1998  |
| 56  | Marian Jaworski                  | Ukraine                          | Cardinal-prêtre     | Archevêque de Lviv                                                                                       | 21/08/1926 | Jean-Paul II | 21/02/1998  |
| 57  | Jānis Pujats                     | Lettonie                         | Cardinal-prêtre     | Archevêque de Riga                                                                                       | 14/11/1930 | Jean-Paul II | 21/02/1998  |
| 58  | Ivan Dias                        | Inde                             | Cardinal-prêtre     | Archevêque de Bombay                                                                                     | 14/04/1936 | Jean-Paul II | 21/02/2001  |
| 59  | Geraldo Majella Agnelo           | Brésil                           | Cardinal-prêtre     | Archevêque de São Salvador da Bahia                                                                      | 19/10/1933 | Jean-Paul II | 21/02/2001  |
| 60  | Pedro Rubiano Sáenz              | Colombie                         | Cardinal-prêtre     | Archevêque de Bogota                                                                                     | 13/09/1932 | Jean-Paul II | 21/02/2001  |
| 61  | Theodore Edgar McCarrick         | États-Unis                       | Cardinal-prêtre     | Archevêque de Washington                                                                                 | 07/07/1930 | Jean-Paul II | 21/02/2001  |
| 62  | Desmond Connell                  | Irlande                          | Cardinal-prêtre     | Archevêque émérite de Dublin                                                                             | 24/03/1926 | Jean-Paul II | 21/02/2001  |
| 63  | Audrys Juozas Bačkis             | Lituanie                         | Cardinal-prêtre     | Archevêque de Vilnius                                                                                    | 01/02/1937 | Jean-Paul II | 21/02/2001  |
| 64  | Francisco Javier Errázuriz Ossa  | Chili                            | Cardinal-prêtre     | Archevêque de Santiago du Chili                                                                          | 05/09/1933 | Jean-Paul II | 21/02/2001  |
| 65  | Julio Terrazas Sandoval          | Bolivie                          | Cardinal-prêtre     | Archevêque de Santa Cruz de la Sierra                                                                    | 07/03/1936 | Jean-Paul II | 21/02/2001  |
| 66  | Wilfrid Fox Napier               | Afrique du Sud                   | Cardinal-prêtre     | Archevêque de Durban                                                                                     | 08/03/1941 | Jean-Paul II | 21/02/2001  |
| 67  | Óscar Andrés Rodríguez Maradiaga | Honduras                         | Cardinal-prêtre     | Archevêque de Tegucigalpa                                                                                | 29/12/1942 | Jean-Paul II | 21/02/2001  |
| 68  | Bernard Agré                     | Côte d'Ivoire                    | Cardinal-prêtre     | Archevêque d'Abidjan                                                                                     | 02/03/1926 | Jean-Paul II | 21/02/2001  |
| 69  | Juan Luis Cipriani Thorne        | Pérou                            | Cardinal-prêtre     | Archevêque de Lima                                                                                       | 28/12/1943 | Jean-Paul II | 21/02/2001  |
| 70  | Francisco Álvarez Martínez       | Espagne                          | Cardinal-prêtre     | Archevêque émérite de Tolède                                                                             | 14/07/1925 | Jean-Paul II | 21/02/2001  |
| 71  | Cláudio Hummes                   | Brésil                           | Cardinal-prêtre     | Archevêque de São Paulo                                                                                  | 08/08/1934 | Jean-Paul II | 21/02/2001  |
| 72  | Varkey Vithayathil               | Inde                             | Cardinal-prêtre     | Archevêque majeur d'Ernakulam-Angamaly                                                                   | 29/05/1927 | Jean-Paul II | 21/02/2001  |
| 73  | Jorge Mario Bergoglio            | Argentine                        | Cardinal-prêtre     | Archevêque de Buenos Aires                                                                               | 17/12/1936 | Jean-Paul II | 21/02/2001  |
| 74  | José da Cruz Policarpo           | Portugal                         | Cardinal-prêtre     | Patriarche de Lisbonne                                                                                   | 26/02/1936 | Jean-Paul II | 21/02/2001  |
| 75  | Severino Poletto                 | Italie                           | Cardinal-prêtre     | Archevêque de Turin                                                                                      | 18/03/1933 | Jean-Paul II | 21/02/2001  |
| 76  | Cormac Murphy-O'Connor           | Royaume-Uni                      | Cardinal-prêtre     | Archevêque de Westminster                                                                                | 24/08/1932 | Jean-Paul II | 21/02/2001  |
| 77  | Edward Michael Egan              | États-Unis                       | Cardinal-prêtre     | Archevêque de New York                                                                                   | 02/04/1932 | Jean-Paul II | 21/02/2001  |
| 78  | Lubomyr Husar                    | Ukraine                          | Cardinal-prêtre     | Archevêque majeur de Kiev                                                                                | 26/02/1933 | Jean-Paul II | 21/02/2001  |
| 79  | Karl Lehmann                     | Allemagne                        | Cardinal-prêtre     | Évêque de Mayence                                                                                        | 16/05/1936 | Jean-Paul II | 21/02/2001  |
| 80  | Angelo Scola                     | Italie                           | Cardinal-prêtre     | Patriarche de Venise                                                                                     | 07/11/1941 | Jean-Paul II | 21/10/2003  |
| 81  | Anthony Olubunmi Okogie          | Nigeria                          | Cardinal-prêtre     | Archevêque de Lagos                                                                                      | 16/06/1936 | Jean-Paul II | 21/10/2003  |
| 82  | Bernard Panafieu                 | France                           | Cardinal-prêtre     | Archevêque de Marseille                                                                                  | 26/01/1931 | Jean-Paul II | 21/10/2003  |
| 83  | Gabriel Zubeir Wako              | Soudan                           | Cardinal-prêtre     | Archevêque de Khartoum                                                                                   | 27/02/1941 | Jean-Paul II | 21/10/2003  |
| 84  | Carlos Amigo Vallejo             | Espagne                          | Cardinal-prêtre     | Archevêque de Séville                                                                                    | 23/08/1934 | Jean-Paul II | 21/10/2003  |
| 85  | Justin Francis Rigali            | États-Unis                       | Cardinal-prêtre     | Archevêque de Philadelphie                                                                               | 19/04/1935 | Jean-Paul II | 21/10/2003  |
| 86  | Keith O'Brien                    | Royaume-Uni                      | Cardinal-prêtre     | Archevêque d'Édimbourg                                                                                   | 17/03/1938 | Jean-Paul II | 21/10/2003  |
| 87  | Eusébio Oscar Scheid             | Brésil                           | Cardinal-prêtre     | Archevêque de Rio de Janeiro                                                                             | 08/12/1932 | Jean-Paul II | 21/10/2003  |
| 88  | Ennio Antonelli                  | Italie                           | Cardinal-prêtre     | Archevêque de Florence                                                                                   | 18/11/1936 | Jean-Paul II | 21/10/2003  |
| 89  | Tarcisio Bertone                 | Italie                           | Cardinal-prêtre     | Archevêque de Gênes                                                                                      | 02/12/1934 | Jean-Paul II | 21/10/2003  |
| 90  | Peter Kodwo Appiah Turkson       | Ghana                            | Cardinal-prêtre     | Archevêque de Cape Coast                                                                                 | 11/10/1948 | Jean-Paul II | 21/10/2003  |
| 91  | Telesphore Placidus Toppo        | Inde                             | Cardinal-prêtre     | Archevêque de Ranchi                                                                                     | 15/10/1939 | Jean-Paul II | 21/10/2003  |
| 92  | George Pell                      | Australie                        | Cardinal-prêtre     | Archevêque de Sydney                                                                                     | 08/06/1941 | Jean-Paul II | 21/10/2003  |
| 93  | Josip Bozanić                    | Croatie                          | Cardinal-prêtre     | Archevêque de Zagreb                                                                                     | 20/03/1949 | Jean-Paul II | 21/10/2003  |
| 94  | Jean-Baptiste Pham Minh Mân      | Viêt Nam                         | Cardinal-prêtre     | Archevêque d'Hô-Chi-Minh-Ville                                                                           | 05/03/1934 | Jean-Paul II | 21/10/2003  |
| 95  | Rodolfo Quezada Toruño           | Guatemala                        | Cardinal-prêtre     | Archevêque de Guatemala                                                                                  | 09/03/1932 | Jean-Paul II | 21/10/2003  |
| 96  | Philippe Barbarin                | France                           | Cardinal-prêtre     | Archevêque de Lyon                                                                                       | 17/10/1950 | Jean-Paul II | 21/10/2003  |
| 97  | Péter Erdő                       | Hongrie                          | Cardinal-prêtre     | Archevêque d'Esztergom-Budapest                                                                          | 25/06/1952 | Jean-Paul II | 21/10/2003  |
| 98  | Marc Ouellet                     | Canada                           | Cardinal-prêtre     | Archevêque de Québec                                                                                     | 08/06/1944 | Jean-Paul II | 21/10/2003  |
| 99  | Jorge Medina Estévez             | Chili                            | Cardinal-diacre     | Préfet émérite de la Congrégation pour le culte divin et la discipline des sacrements                    | 23/12/1926 | Jean-Paul II | 21/02/1998  |
| 100 | Darío Castrillón Hoyos           | Colombie                         | Cardinal-diacre     | Préfet de la Congrégation pour le clergé                                                                 | 04/07/1929 | Jean-Paul II | 21/02/1998  |
| 101 | James Francis Stafford           | États-Unis                       | Cardinal-diacre     | Pénitencier majeur                                                                                       | 26/07/1932 | Jean-Paul II | 21/02/1998  |
| 102 | Agostino Cacciavillan            | Italie                           | Cardinal-diacre     | Président émérite de l'Administration du patrimoine du siège apostolique                                 | 14/08/1926 | Jean-Paul II | 21/02/2001  |
| 103 | Sergio Sebastiani                | Italie                           | Cardinal-diacre     | Président de la Préfecture pour les affaires économiques du Saint-Siège                                  | 11/04/1932 | Jean-Paul II | 21/02/2001  |
| 104 | Zenon Grocholewski               | Pologne                          | Cardinal-diacre     | Préfet de la Congrégation pour l'éducation catholique                                                    | 11/10/1939 | Jean-Paul II | 21/02/2001  |
| 105 | José Saraiva Martins             | Portugal                         | Cardinal-diacre     | Préfet de la Congrégation pour les causes des saints                                                     | 06/01/1932 | Jean-Paul II | 21/02/2001  |
| 106 | Crescenzio Sepe                  | Italie                           | Cardinal-diacre     | Préfet de la Congrégation pour l'évangélisation des peuples                                              | 02/06/1943 | Jean-Paul II | 21/02/2001  |
| 107 | Mario Francesco Pompedda         | Italie                           | Cardinal-diacre     | Préfet émérite du Tribunal suprême de la Signature apostolique                                           | 18/04/1929 | Jean-Paul II | 21/02/2001  |
| 108 | Walter Kasper                    | Allemagne                        | Cardinal-diacre     | Président du Conseil pontifical pour la promotion de l'unité des chrétiens                               | 05/03/1933 | Jean-Paul II | 21/02/2001  |
| 109 | Jean-Louis Tauran                | France                           | Cardinal-diacre     | Archiviste des Archives secrètes du Vatican                                                              | 05/04/1943 | Jean-Paul II | 21/10/2003  |
| 110 | Renato Martino                   | Italie                           | Cardinal-diacre     | Président du Conseil pontifical Justice et Paix                                                          | 23/11/1932 | Jean-Paul II | 21/10/2003  |
| 111 | Francesco Marchisano             | Italie                           | Cardinal-diacre     | Président du Bureau central du travail du Siège apostolique                                              | 25/06/1929 | Jean-Paul II | 21/10/2003  |
| 112 | Julián Herranz                   | Espagne                          | Cardinal-diacre     | Président du Conseil pontifical pour les textes législatifs                                              | 31/03/1930 | Jean-Paul II | 21/10/2003  |
| 113 | Javier Lozano Barragan           | Mexique                          | Cardinal-diacre     | Président du Conseil pontifical pour la pastorale des services de la santé                               | 26/01/1933 | Jean-Paul II | 21/10/2003  |
| 114 | Stephen Fumio Hamao              | Japon                            | Cardinal-diacre     | Président du Conseil pontifical pour la pastorale des migrants                                           | 09/03/1930 | Jean-Paul II | 21/10/2003  |
| 115 | Attilio Nicora                   | Italie                           | Cardinal-diacre     | Président de l'Administration du patrimoine du siège apostolique                                         | 16/03/1937 | Jean-Paul II | 21/10/2003  |

## Cardinaux électeurs absents duconclave de 2005
| Nom                          | Pays        | Titre           | Fonction                        | Naissance  | Pape         | Consistoire |
| ---------------------------- | ----------- | --------------- | ------------------------------- | ---------- | ------------ | ----------- |
| Jaime Lachica Sin            | Philippines | Cardinal-prêtre | Archevêque émérite de Manille   | 31/08/1928 | Paul VI      | 24/05/1976  |
| Adolfo Antonio Suárez Rivera | Mexique     | Cardinal-prêtre | Archevêque émérite de Monterrey | 09/01/1927 | Jean-Paul II | 26/11/1994  |

1. ↑  Le cardinal Jaime Sin annonce le 5 avril qu'il ne peut se rendre au conclave pour raisons de santé[3].
2. ↑  Le cardinal Adolfo Suárez Rivera annonce le 9 avril qu'il ne peut se rendre au conclave pour raisons de santé[3].

## Représentation par pays des cardinaux électeurs

Répartition par pays des cardinaux électeurs participant au conclave de 2005.
20 cardinaux
11 cardinaux
6 cardinaux
5 cardinaux
4 cardinaux
3 cardinaux
2 cardinaux
1 cardinal

Répartition par continent des cardinaux électeurs présents au conclave de 2005.
Afrique
Amérique du Sud
Amérique du Nord
Asie et Océanie
Europe (hors Italie)
Italie

| Pays | Nombre d'électeurs de chaque pays | Total |
| --- | --------------------------------- | ----- |
| Italie | 20                                | 20    |
| États-Unis | 11                                | 11    |
| Allemagne, Espagne | 6                                 | 12    |
| France | 5                                 | 5     |
| Brésil | 4                                 | 4     |
| Canada, Colombie, Inde, Mexique, Pologne | 3                                 | 15    |
| Chili, Hongrie, Japon, Nigeria, Portugal, Royaume-Uni, Ukraine | 2                                 | 14    |
| Afrique du Sud, Argentine, Australie, Autriche, Belgique, Bolivie, Bosnie-Herzégovine, Cameroun, République démocratique du Congo, Côte d'Ivoire, Croatie, Cuba, République dominicaine, Ghana, Guatemala, Honduras, Indonésie, Irlande, Lettonie, Lituanie, Madagascar, Nicaragua, Nouvelle-Zélande, Ouganda, Pays-Bas, Pérou, Philippines, Soudan, Suisse, Syrie, Tanzanie, République tchèque, Thaïlande, Viêt Nam | 1                                 | 34    |
| Total | 115                               | 115   |

- 20 cardinaux
- 11 cardinaux
- 6 cardinaux
- 5 cardinaux
- 4 cardinaux
- 3 cardinaux
- 2 cardinaux
- 1 cardinal

## Cardinaux non-électeurs lors du conclave de 2005
La liste ci-dessous comprend les cardinaux ayant dépassé la limite d'âge de 80 ans et ne pouvant, de ce fait, participer au conclave en vertu de l'article 33 de la Constitution apostolique Romano Pontifici Eligendo, promulguée par le pape Paul VI le 1er octobre 1975, à la suite du motu propio Ingravescentem Aetatem du 21 novembre 1970. En revanche, ils peuvent prendre part aux congrégations générales qui précèdent l'entrée en conclave. 10 d'entre eux ont été créés par Paul VI et 56 par Jean-Paul II.
|     | Nom                             | Pays               | Titre                                                                          | Fonction | Naissance         | Pape         | Consistoire      |
| --- | ------------------------------- | ------------------ | ------------------------------------------------------------------------------ | --- | ----------------- | ------------ | ---------------- |
| 118 | Bernardin Gantin                | Bénin              | Cardinal-évêque de Palestrina                                                  | Préfet émérite de la Congrégation pour les évêques Président émérite de la Commission pontificale pour l'Amérique latine Doyen émérite du Collège des cardinaux                                          | 8 mai 1922        | Paul VI      | 27 juin 1977     |
| 118 | Roger Etchegaray                | France             | Cardinal-évêque de Porto-Santa Rufina                                          | Archevêque émérite de Marseille Président émérite du Conseil pontifical Cor unum Président émérite du Conseil pontifical Justice et Paix                                                                 | 25 septembre 1922 | Jean-Paul II | 30 juin 1979     |
| 120 | Nasrallah Boutros Sfeir         | Liban              | Cardinal-patriarche maronite d'Antioche                                        | Patriarche d'Antioche | 15 mai 1920       | Jean-Paul II | 26 novembre 1994 |
| 121 | Stéphane II Ghattas             | Égypte             | Cardinal-patriarche copte d'Alexandrie                                         | Patriarche copte d'Alexandrie | 16 janvier 1920   | Jean-Paul II | 21 février 2001  |
| 122 | Stephen Kim Sou-hwan            | Corée du Sud       | Cardinal-prêtre de S. Felice da Cantalice a Centocelle                         | Archevêque émérite de Séoul | 8 mai 1922        | Paul VI      | 28 avril 1969    |
| 123 | Eugênio de Araújo Sales         | Brésil             | Cardinal-prêtre de S. Gregorio VII                                             | Archevêque émérite de São Sebastião do Rio de Janeiro | 8 novembre 1920   | Paul VI      | 28 avril 1969    |
| 124 | Johannes Willebrands            | Pays-Bas           | Cardinal-prêtre de S. Sebastiano alle Catacombe                                | Président émérite du Conseil pontifical pour la promotion de l'unité des chrétiens | 4 septembre 1909  | Paul VI      | 28 avril 1969    |
| 125 | Luis Aponte Martínez            | Porto Rico         | Cardinal-prêtre de S. Maria Madre della Provvidenza a Monte Verde              | Archevêque émérite de San Juan | 4 août 1922       | Paul VI      | 5 mars 1973      |
| 126 | Raúl Primatesta                 | Argentine          | Cardinal-prêtre de Beata Maria Vergine Addolorata a Piazza Buenos Aires        | Archevêque émérite de Córdoba | 14 avril 1919     | Paul VI      | 5 mars 1973      |
| 127 | Salvatore Pappalardo            | Italie             | Cardinal-prêtre de S. Maria Odigitria dei Siciliani                            | Archevêque émérite de Palerme | 23 septembre 1918 | Paul VI      | 5 mars 1973      |
| 128 | Paulo Evaristo Arns             | Brésil             | Cardinal-prêtre de S. Antonio di Padova in Via Tuscolana                       | Archevêque émérite de São Paulo | 14 septembre 1921 | Paul VI      | 5 mars 1973      |
| 129 | Pio Taofinu'u                   | Samoa              | Cardinal-prêtre de S. Onofrio                                                  | Archevêque émérite de Samoa-Apia | 8 décembre 1923   | Paul VI      | 5 mars 1973      |
| 130 | Aloísio Lorscheider             | Brésil             | Cardinal-prêtre de S. Pietro in Montorio                                       | Archevêque émérite d'Aparecida | 8 octobre 1924    | Paul VI      | 24 mai 1976      |
| 131 | Giuseppe Caprio                 | Italie             | Cardinal-prêtre de S. Maria della Vittoria                                     | Grand-maître émérite de l'Ordre équestre du Saint-Sépulcre de Jérusalem Président émérite de la Préfecture pour les affaires économiques du Saint-Siège                                                  | 15 novembre 1914  | Jean-Paul II | 30 juin 1979     |
| 132 | Ernest Corripio Ahumada         | Mexique            | Cardinal-prêtre de Immacolata al Tiburtino                                     | Archevêque émérite de Mexico | 29 juin 1919      | Jean-Paul II | 30 juin 1979     |
| 133 | Alexandre do Nascimento         | Angola             | Cardinal-prêtre de S. Marco in Agro Laurentino                                 | Archevêque émérite de Luanda | 1 mars 1925       | Jean-Paul II | 2 février 1983   |
| 134 | Duraisamy Simon Lourdusamy      | Inde               | Cardinal-prêtre de S. Maria delle Grazie alle Fornaci fuori Porta Cavelleggeri | Préfet émérite de la Congrégation pour les Églises orientales | 5 février 1924    | Jean-Paul II | 25 mai 1985      |
| 135 | Antonio Innocenti               | Italie             | Cardinal-prêtre de S. Maria in Aquiro                                          | Président émérite de la Commission pontificale pour le patrimoine culturel de l'Église Président émérite de la Commission pontificale Ecclesia Dei                                                       | 23 août 1915      | Jean-Paul II | 25 mai 1985      |
| 136 | Paul Augustin Mayer             | Allemagne          | Cardinal-prêtre de S. Anselmo all'Aventino                                     | Préfet émérite de la Congrégation pour le culte divin et la discipline des sacrements Président émérite de la Commission pontificale Ecclesia Dei                                                        | 23 mai 1911       | Jean-Paul II | 25 mai 1985      |
| 137 | Angel Suquía Goicoechea         | Espagne            | Cardinal-prêtre de Gran Madre di Dio                                           | Archevêque émérite de Madrid | 2 octobre 1916    | Jean-Paul II | 25 mai 1985      |
| 138 | Henryk Roman Gulbinowicz        | Pologne            | Cardinal-prêtre de Immacolata Concezione di Maria a Grottarossa                | Archevêque émérite de Wroc?aw | 17 octobre 1923   | Jean-Paul II | 25 mai 1985      |
| 139 | Jozef Tomko                     | Slovaquie          | Cardinal-prêtre de Ste Sabine                                                  | Président du Comité pontifical pour les congrès eucharistiques internationaux Préfet émérite de la Congrégation pour l'évangélisation des peuples                                                        | 11 mars 1924      | Jean-Paul II | 25 mai 1985      |
| 140 | Andrzej Maria Deskur            | Pologne            | Cardinal-prêtre de S. Cesareo in Palatio                                       | Président émérite du Conseil pontifical pour les communications sociales | 29 février 1924   | Jean-Paul II | 25 mai 1985      |
| 141 | Louis-Albert Vachon             | Canada             | Cardinal-prêtre de S. Paolo della Croce a Corviale                             | Archevêque émérite de Québec | 4 février 1912    | Jean-Paul II | 25 mai 1985      |
| 142 | Rosalío José Castillo Lara      | Venezuela          | Cardinal-prêtre de Nostra Signora di Coromoto in S. Giovanni di Dio            | Président émérite de l'Administration du patrimoine du siège apostolique Président émérite de la Commission pontificale pour l'État de la Cité du Vatican                                                | 4 septembre 1922  | Jean-Paul II | 25 mai 1985      |
| 143 | Silvano Piovanelli              | Italie             | Cardinal-prêtre de S. Maria delle Grazie a Via Trionfale                       | Archevêque émérite de Florence | 21 février 1924   | Jean-Paul II | 25 mai 1985      |
| 144 | Édouard Gagnon                  | Canada             | Cardinal-prêtre de S. Marcello                                                 | Président émérite du Conseil pontifical pour la famille Président émérite du Comité pontifical pour les congrès eucharistiques internationaux                                                            | 15 janvier 1918   | Jean-Paul II | 25 mai 1985      |
| 145 | Alfons Maria Stickler           | Autriche           | Cardinal-prêtre de S. Giorgio in Velabro                                       | Archiviste émérite des archives secrètes du Vatican Bibliothécaire émérite de la Bibliothèque apostolique vaticane                                                                                       | 23 août 1910      | Jean-Paul II | 25 mai 1985      |
| 146 | Achille Silvestrini             | Italie             | Cardinal-prêtre de S. Benedetto fuori Porta S. Paolo                           | Préfet émérite de la Congrégation pour les Églises orientales | 25 octobre 1923   | Jean-Paul II | 28 juin 1988     |
| 147 | Angelo Felici                   | Italie             | Cardinal-prêtre de Ss. Biagio e Carlo ai Catinari                              | Préfet émérite de la Congrégation pour les causes des saints Président émérite de la Commission pontificale Ecclesia Dei                                                                                 | 26 juillet 1919   | Jean-Paul II | 28 juin 1988     |
| 148 | Alexandre José Maria dos Santos | Mozambique         | Cardinal-prêtre de S. Fumenzio ai Prati Fiscali                                | Archevêque émérite de Maputo | 18 mars 1924      | Jean-Paul II | 28 juin 1988     |
| 149 | Giovanni Canestri               | Italie             | Cardinal-prêtre de S. Andrea della Valle                                       | Archevêque émérite de Gênes | 30 septembre 1918 | Jean-Paul II | 28 juin 1988     |
| 150 | Antonio Maria Javierre Ortas    | Espagne            | Cardinal-prêtre de S. Maria Liberatrice a Monte Testaccio                      | Archiviste émérite des archives secrètes du Vatican Bibliothécaire émérite de la Bibliothèque apostolique vaticane Préfet émérite de la Congrégation pour le culte divin et la discipline des sacrements | 21 février 1921   | Jean-Paul II | 28 juin 1988     |
| 151 | Simon Ignatius Pimenta          | Inde               | Cardinal-prêtre de S. Maria "Regina Mundi" a Torre Spaccata                    | Archevêque émérite de Bombay | 1 mars 1920       | Jean-Paul II | 28 juin 1988     |
| 152 | Edward Bede Clancy              | Australie          | Cardinal-prêtre de S. Maria in Vallicella                                      | Archevêque émérite de Sydney | 13 décembre 1923  | Jean-Paul II | 28 juin 1988     |
| 153 | Jean Margéot                    | Maurice            | Cardinal-prêtre de S. Gabriele Arcangelo all'Acqua Traversa                    | Évêque émérite de Port-Louis | 3 février 1916    | Jean-Paul II | 28 juin 1988     |
| 154 | Anthony Joseph Bevilacqua       | États-Unis         | Cardinal-prêtre de SS. Redentore e S. Alfonso in Via Merulana                  | Archevêque émérite de Philadelphie | 17 juin 1923      | Jean-Paul II | 28 juin 1991     |
| 155 | Giovanni Saldarini              | Italie             | Cardinal-prêtre de S. Cuore di Gesù a Castro Pretorio                          | Archevêque émérite de Turin | 11 décembre 1924  | Jean-Paul II | 28 juin 1991     |
| 156 | Cahal Brendan Daly              | Irlande            | Cardinal-prêtre de S. Patrizio                                                 | Archevêque émérite d'Armagh | 1 octobre 1917    | Jean-Paul II | 28 juin 1991     |
| 157 | Ján Chryzostom Korec            | Slovaquie          | Cardinal-prêtre de Ss. Fabiano e Venanzio a Villa Fiorelli                     | Évêque de Nitra (de) | 22 janvier 1924   | Jean-Paul II | 28 juin 1991     |
| 158 | Pio Laghi                       | Italie             | Cardinal-prêtre de Saint-Pierre-aux-Liens                                      | Préfet émérite de la Congrégation pour l'éducation catholique | 21 mai 1922       | Jean-Paul II | 28 juin 1991     |
| 159 | Edward Idris Cassidy            | Australie          | Cardinal-prêtre de S. Maria in Via Lata                                        | Président émérite du Conseil pontifical pour la promotion de l'unité des chrétiens | 5 juillet 1924    | Jean-Paul II | 28 juin 1991     |
| 160 | José Tomás Sánchez              | Philippines        | Cardinal-prêtre de S. Pio V a Villa Carpegna                                   | Préfet émérite de la Congrégation pour le clergé | 17 mars 1920      | Jean-Paul II | 28 juin 1991     |
| 161 | Virgilio Noè                    | Italie             | Cardinal-prêtre de Regina Apostolorum                                          | Vicaire général pour la Cité du Vatican Président émérite de la Fabrique de Saint-Pierre | 30 mars 1922      | Jean-Paul II | 28 juin 1991     |
| 162 | Fiorenzo Angelini               | Italie             | Cardinal-prêtre de S. Spirito in Sassia                                        | Président émérite du Conseil pontifical pour la pastorale des services de la santé | 1 août 1916       | Jean-Paul II | 28 juin 1991     |
| 163 | Luigi Poggi                     | Italie             | Cardinal-prêtre de S. Lorenzo in Lucina                                        | Archiviste émérite des archives secrètes du Vatican Bibliothécaire émérite de la Bibliothèque apostolique vaticane                                                                                       | 25 novembre 1917  | Jean-Paul II | 26 novembre 1994 |
| 164 | Carlo Furno                     | Italie             | Cardinal-prêtre de Sacro Cuore di Cristo Re                                    | Grand-maître émérite de l'Ordre équestre du Saint-Sépulcre de Jérusalem Archiprêtre émérite de la Basilique Sainte-Marie-Majeure                                                                         | 2 décembre 1921   | Jean-Paul II | 26 novembre 1994 |
| 165 | Gilberto Agustoni               | Suisse             | Cardinal-prêtre de Ss. Urbano e Lorenzo a Prima Porta                          | Préfet émérite du Tribunal suprême de la Signature apostolique | 26 juillet 1922   | Jean-Paul II | 26 novembre 1994 |
| 166 | Paul-Joseph Pham Ðình Tung      | Viêt Nam           | Cardinal-prêtre de S. Maria "Regina Pacis" in Ostia mare                       | Archevêque émérite d'Hanoï | 15 juin 1919      | Jean-Paul II | 26 novembre 1994 |
| 167 | Casimir Świątek                 | Biélorussie        | Cardinal-prêtre de S. Gerardo Maiella                                          | Archevêque de Minks-Mohilev Administrateur apostolique de Pinsk | 21 octobre 1914   | Jean-Paul II | 26 novembre 1994 |
| 168 | Ersilio Tonini                  | Italie             | Cardinal-prêtre de SS. Redentore a Val Melaina                                 | Archevêque émérite de Ravenne | 20 juillet 1914   | Jean-Paul II | 26 novembre 1994 |
| 169 | Serafim Fernandes de Araújo     | Brésil             | Cardinal-prêtre de S. Luigi Maria Grignion di Montfort                         | Archevêque émérite de Belo Horizonte | 13 août 1924      | Jean-Paul II | 21 février 1998  |
| 170 | Paul Shan Kuo-hsi               | Taïwan             | Cardinal-prêtre de S. Crisogono                                                | Évêque de Kaohsiung | 3 décembre 1923   | Jean-Paul II | 21 février 1998  |
| 171 | Adam Kozłowiecki                | Pologne            | Cardinal-prêtre de S. Andrea al Quirinale                                      | Archevêque émérite de Lusaka | 1 avril 1911      | Jean-Paul II | 21 février 1998  |
| 172 | Antonio José González Zumárraga | Équateur           | Cardinal-prêtre de S. Maria in Via                                             | Archevêque émérite de Quito | 18 mars 1925      | Jean-Paul II | 21 février 2001  |
| 173 | Jean Honoré                     | France             | Cardinal-prêtre de S. Maria della Salute a Primavalle                          | Archevêque émérite de Tours | 13 août 1920      | Jean-Paul II | 21 février 2001  |
| 174 | Lorenzo Antonetti               | Italie             | Cardinal-diacre de S. Agnese in Agone                                          | Préfet émérite de l'Administration du patrimoine du siège apostolique | 31 juillet 1922   | Jean-Paul II | 21 février 1998  |
| 175 | Giovanni Cheli                  | Italie             | Cardinal-diacre de Ss. Cosma e Damiano                                         | Président émérite du Conseil pontifical pour la pastorale des migrants et des personnes en déplacement                                                                                                   | 4 octobre 1918    | Jean-Paul II | 21 février 1998  |
| 176 | Dino Monduzzi                   | Italie             | Cardinal-diacre de S. Sebastiano al Palatino                                   | Préfet émérite de la Maison pontificale | 2 avril 1922      | Jean-Paul II | 21 février 1998  |
| 177 | Jorge María Mejía               | Argentine          | Cardinal-diacre de S. Girolamo della Carità                                    | Archiviste émérite des archives secrètes du Vatican Bibliothécaire émérite de la Bibliothèque apostolique vaticane                                                                                       | 31 janvier 1923   | Jean-Paul II | 21 février 2001  |
| 178 | Roberto Tucci                   | Italie             | Cardinal-diacre de S. Ignazio di Loyola a Campo Marzio                         | Président émérite de Radio Vatican | 19 avril 1921     | Jean-Paul II | 21 février 2001  |
| 179 | Leo Scheffczyk                  | Allemagne          | Cardinal-diacre de S. Francesco Saverio alla Garbatella                        | | 21 février 1920   | Jean-Paul II | 21 février 2001  |
| 180 | Avery Dulles                    | États-Unis         | Cardinal-diacre de SS. Nomi di Gesù e Maria in Via Lata                        | | 24 août 1918      | Jean-Paul II | 21 février 2001  |
| 181 | Georges Cottier                 | Suisse             | Cardinal-diacre de Ss. Domenico e Sisto                                        | Théologien de la Maison pontificale | 25 avril 1922     | Jean-Paul II | 21 octobre 2003  |
| 182 | Tomáš Špidlík                   | République tchèque | Cardinal-diacre de S. Agata de' Goti                                           | | 17 décembre 1919  | Jean-Paul II | 21 octobre 2003  |
| 183 | Stanisław Nagy                  | Pologne            | Cardinal-diacre de S. Maria della Scala                                        | | 30 septembre 1921 | Jean-Paul II | 21 octobre 2003  |